# Barcelona en Comú
Barcelona en Comú (katalanisch für Barcelona Gemeinsam) ist eine zivilgesellschaftliche Plattform, die verschiedene soziale und politische Organisationen zusammenbringt. Der ursprüngliche Zweck war dabei der Gewinn der Kommunalwahlen in Barcelona 2015. Ihre politischen Richtlinien und Vorschläge werden in verschiedenen partizipativen Prozessen erarbeitet (vor Ort und online) und schließen soziale Gerechtigkeit und Gemeinschaftsrechte, die Förderung partizipativer Demokratie, das Schaffen neuer Mechanismen gegen Korruption und die Entwicklung eines neuen Tourismusmodells für Barcelona ein.
Der Name „Barcelona en Comú“ ersetzte am 10. Februar 2015 den früheren Namen der Plattform „Guanyem Barcelona“.

## Entstehungskontext und Anfänge
Die Organisation entstand im Kontext der spanischen Wirtschaftskrise und der starken sozialen Bewegungen, die sich für reale Demokratie, das Recht auf Wohnen und Stadt und gegen Kürzungen und Korruption einsetzen (z. b. die Proteste in Spanien 2011/2012, auch 15M genannt, die Plataforma de Afectados por la Hipoteca). Die in diesen basisdemokratischen Bewegungen diskutierten und umgesetzten Formen der Entscheidungsfindung, Organisation und gegenseitigen Hilfe begannen rund um die Europawahlen 2014 eine neue Dynamik anzunehmen. Bestehende Regierungsformen wurden kritisiert und umformuliert, eine Wiederaneignung der Institutionen stand im Raum. Bei den Europawahlen gewannen neue basisdemokratische Parteien mehr als 10 % der Stimmen. Im katalanischen Raum spitzten sich gleichzeitig ähnliche Forderungen in Bezug auf Unabhängigkeit vom spanischen Staat zu. Das Zurückgewinnen der politischen Entscheidungskraft wurde jenseits der EU, Staatsregierung und spanischen Territorialpolitik zunehmend in Bezug auf Kommunalpolitik angesprochen.
Die Organisation entstand so im Frühjahr 2014. Sichtbare Personen sind unter anderen Ada Colau (Ex-Sprecherin der Wohnrechtsbewegung PAH), Jaume Asans (Rechtsanwalt), Gerardo Pisarello (Verfassungsrechtsexperte), Gala Pin (soziale Aktivistin) und Joan Subirats (Politikwissenschaftler). Staatsweite Umfragen haben einen hohen Beliebtheitsgrad von Ada Colau gezeigt, die damals die wahrscheinlichste und später tatsächlich gewählte Bürgermeisterkandidatin der Plattform war.

## Validierungsprozess
Mit einem Manifest, einem Aufruf zur Teilnahme und einer öffentlichen Präsentation in der Collasso-i-Gil-Schule im Ravalviertel in Barcelona trat Guanyem Barcelona („Gewinnen wir …“) im Juni 2014 an die Öffentlichkeit. Dort wurde ein Validationsprozess vorgeschlagen, der die Weiterführung der Plattform und deren Eintragung als breite zivilgesellschaftliche Wahlliste von mindestens 30.000 Einwohnerunterschriften in Barcelona abhängig machte. Bis September 2014 sollte diese Anzahl von Unterstützerunterschriften erreicht werden, sie war jedoch bereits Mitte August erreicht. Teil des Validationsprozesses waren auch Versammlungen in verschiedenen Stadtvierteln Barcelonas, wo Sprecher der Initiative ihren Vorschlag präsentierten und jeweils relevante Stadtviertelthemen diskutierten.

## Politischer Ethikkodex
Der eigene Ethikkodex betrifft alle Personen und Parteien, die mit dem Namen der Organisation auftreten. Er wurde mithilfe einer partizipativen Methodologie erarbeitet, im Rahmen offener Debatten am 10. und 11. Oktober 2014 sowie einer Onlineplattform, in der das Ethik-Dokument frei kommentiert und editiert werden konnte.

## Politische Allianzen
Die Organisation stand seit seinen Anfängen im Gespräch mit verschiedenen lokalen politischen Parteien (Partido X, Podemos Barcelona, CUP Barcelona, ICV-EUiA, Procés Constituent), um die Möglichkeit einer gemeinsamen Wählerliste mit geteilten ethischen Verpflichtungen zu erkunden. Beim ersten Parteikongress von Podemos am 18. und 19. Oktober 2014 beschloss diese Partei, nicht einzeln bei den Gemeinderatswahlen 2015 anzutreten, sondern lokale Bürgerinitiativen wie Guanyem Barcelona zu unterstützen. Am 22. November 2014 entschied die Trobada Popular Municipalista, der Guanyem-Plattform aufgrund von Meinungsverschiedenheiten in Bezug auf die Gehälter von Politikern nicht beizutreten. Am Tag darauf bestätigte Procés Constituent die Teilnahme an der Guanyem-Kandidatur. Am 6. Februar 2015 stimmten die Mitglieder von Podemos Barcelona zu 91 % für eine Teilnahme an der Kandidatur.
Die Plattform ist Mitglied der Progressiven Internationalen (PI).

## Registrierung alsGuanyem Barcelonadurch Julià de Fabià
Nachdem die Organisation am 28. August 2014 die notwendigen 30.000 Unterschriften gesammelt hatte, beantragten Vertreter der Plattform eine Registrierung des Namens „Guanyem Barcelona“ als politische Partei beim Innenministerium. Dabei wurden sie informiert, dass Julià de Fabià, ein Stadtrat von Santa Maria de Palautordera, bereits zwei Tage zuvor eine Partei mit dem Namen „Guanyem Barcelona“ registrieren ließ. Im November bot Fabià der Plattform bei einem von ihm angeregten Treffen an, die Registrierung aufzugeben, wenn man ihm eine koordinierende Rolle für alle Guanyem-Plattformen in Spanien zusichere. Dieser Vorschlag wurde abgelehnt und als Erpressung verurteilt. In ihrer Korrespondenz mit dem Innenministerium wiesen Mitglieder der Organisation darauf hin, dass sie „Guanyem“ bereits am 13. August 2014 bei einem Notar als politische Partei registriert hatten und dass Fabià bei seiner Anmeldung im Innenministerium eine falsche Adresse angegeben hatte. Das Innenministerium lehnte diesen Einspruch ab und hielt an der Anmeldung von Fabià fest, was Guanyem nun zwang, sich einen neuen Namen zuzulegen. Am 10. Februar 2015 stellte sich Guanyem Barcelona mit dem neuen Namen Barcelona en Comú (Barcelona Gemeinsam) vor.

## Andere Guanyems
Seit dem Start der Organisation sind in verschiedenen spanischen Städten weitere „Guanyem/Ganemos“-Bewegungen entstanden, unter anderem in Madrid, Málaga, Terrassa, Hospitalet und Sevilla. Keine dieser Plattformen ist offiziell mit Guanyem Barcelona verbündet.